# 漫画集団
漫画集団（まんがしゅうだん）は、日本の漫画家の団体。
アメリカのナンセンス漫画の影響を受けたいわゆる「大人漫画」を描く漫画家が中心の団体だった。新聞や一流雑誌を舞台とした、漫画集団メンバーを中心とする大人漫画の流れは、1960年代に少年漫画や劇画などのストーリー漫画が漫画人気の中心になるまでは、漫画の本流とされていた。
この項目では前身の新漫画派集団（しんまんがはしゅうだん）および、昭和中期までのその他の漫画家団体についても記述する。

## 沿革

### 前史
日本の漫画界は、個人的な繋がりによる任意のグループを結成し、そのグループを通じて仕事を請け負うことが一般的だった。昭和初期における主なグループには、「日本漫画会」（北澤楽天、岡本一平、池部鈞、水島爾保布、田中比佐良、宮尾しげを、前川千帆ら）、「漫画連盟」（麻生豊、宍戸左行、下川凹天、小野佐世男ら）のほか、村山知義、柳瀬正夢、須山計一らいわゆる「プロレタリア漫画」のグループ、田河水泡、松本かつぢら児童漫画のグループがあった。
主要な出版メディアはこれら既存の漫画団体によって独占されている状態であり、また、若手はチャンスが巡ってくるのを長く待つほかなく、そのうえ新奇な作風のものを発表する機会に恵まれなかった。岡本一平の門下をへて、ナンセンス漫画を志向し始めていた杉浦幸雄と近藤日出造は1932年のある日、どちらともなく「明治大正時代から描いている先輩漫画家に対抗して」「一味徒党を結成しよう」と思いついた。ふたりに近かった数人でまず意思を統一し、その後『月刊マンガ・マン』への寄稿を通じて知己を得ていた横山隆一のグループに提案を持ちかけ、賛成を得た。

### 新漫画派集団
1932年6月、杉浦幸雄邸において、近藤、横山のほか、「当時無名だった若い漫画家たち」20人が集い、「新漫画派集団」の名で結成した。当初は「漫画集団」という名になる予定だったが、杉浦が「野獣派などと同じように主義主張を持つグループとして」「派という文字を入れろ」と強く主張し、改められた。
団体を作って、その団体全体の意志として「作品を売り込むなどということは、それまでは考えられもしない古今未曽有なこと」だったこともあり、「新漫画派集団」は業界に驚きを歓迎を持って受け入れられ、彼らの多くは『アサヒグラフ』の漫画欄「漫画グラフ」を舞台に、知名度と人気を獲得していった。ベレー帽を漫画家の「制帽」として定めたのもこの頃であるが、あまり守られなかったという。
発足当初は都心に事務所を構え、原則すべての団員が共同の事務所に出勤し、マネージャーを雇って仕事を請け負う、という制作プロダクションの形式をとった。各漫画家の収入の10%（のち、15%）を新漫画派集団の収入とすることで、事務所の運営や団員の生活のための費用を捻出した。各漫画家の原稿料の均一化や値上げを版元と交渉する、といった役割も担った。
「新漫画派集団」の成功以降、北澤楽天の系列の漫画家による「三光漫画スタジオ」（松下井知夫、井崎一夫、根本進ら）、漫画連盟系の門下生による「新鋭漫画グループ」（秋好馨、村山しげる、杉柾夫、南義郎ら）などの類似の若手グループが複数結成された。

### 戦中・戦後
戦時経済体制において雑誌や新聞が統合され、発表の場がなくなることを危惧した「三光」と「新鋭」が新漫画派に合同を持ちかけたことをきっかけに、乱立していた漫画家団体は「新日本漫画家協会」、ベテランたちを含めた「日本漫画奉公会」などに順次統合されたものの、一部のメンバーの反発もあり、すぐに有名無実化した。大戦末期は、かつての新漫画派を中心とした若手は「大東亜漫画研究所」および「報道漫画研究会」（1943年5月）を名乗り、海軍報道部および陸軍報道部の仕事を受注した。
第二次世界大戦後の1945年10月、旧・大東亜漫画研究所のメンバーが集まり、塩田英二郎邸で開かれた総会で「漫画集団」と名を改めて再発足した。多くの印刷メディア関係者が消息不明になったり、公職追放に遭ったりして、旧来の漫画界が人材難になる中、漫画集団の漫画家たちは新進の雑誌や新聞を舞台に、漫画界の主流派になっていく。
戦前にあったような合同プロダクションの機能は、1950年代には失われ、やがて合同の事務所を借りるのをやめ、代表幹事の自宅ないし個人事務所を連絡先とした。
1964年、日本漫画界の職能団体として「日本漫画家協会」が発足した。これ以降漫画家の生活保障や著作権管理といった社会的な問題の対処は協会に移り、「漫画集団」は協会内の親睦グループとしての性格を強めていった。1960年代以降、手塚治虫（1964年）、赤塚不二夫（1970年）、石森章太郎、藤子不二雄、上村一夫、ちばてつやら、主に少年漫画や劇画などのストーリー漫画で活動する漫画家たちが、相次いで参加した。
1982年時点の会員数は99人。

## 活動
親睦旅行や、忘年会などで漫画家同士の親睦を深めるかたわら、サイン会や展覧会などを主催した。
1954年12月に文藝春秋から創刊された漫画雑誌『漫画讀本』に全面協力。1959年に創刊された『漫画サンデー』（実業之日本社）も、当初は漫画集団のメンバーが執筆の中心を担っていた。

### 漫画集団と「漫画社」の関わりについて
「漫画社」は、1917年1月に創刊された雑誌『漫画』の発行母体をへて、1941年5月に「新日本漫画家協会」の機関誌となっていた『漫画』の経営が行き詰まった際、菅生定祥によって設立された合資会社をルーツとし、1967年に近藤日出造の主宰誌として『漫画』が復刊した際、同じ菅生によって出版社として再度設立されたが、この復刊期『漫画』で大きな負債が生じたため、すぐに政府や業界団体向けの広報パンフレットの制作を請け負う代理店に鞍替えした。
漫画社は一時休眠をはさんで1972年に、近藤、横山隆一、杉浦幸雄、鈴木義司、富永一朗といった漫画集団のメンバーを取締役とする株式会社となった。1974年以降、「漫画社」は電気事業連合会から年間150万円の看板料を受け取り、漫画集団に原発PRの漫画カット等の仕事を請け負わせていたとされ、この姿勢を雑誌『COMIC BOX』などに批判されている。

## 会員
物故者を含む。退団が判明している人物は後述。
| - 赤塚不二夫 - 秋竜山 - 秋好馨 - アヤタ・クニオ - 家石かずお - 井川ヒフミ - 井崎一夫 - 石川進介 - 石ノ森章太郎 （石森章太郎） | - 泉昭二 - 出光永 - 井上洋介 - イワタタケオ - 岩本久則 - 梅田英俊 - おおば比呂司 - 岡部冬彦 - 小川哲男 - 荻原賢次 | - オグラトクー （小倉得宇） - 小山内龍 - 小関まさき - 小野佐世男 - 小比賀新二 - 改田昌直 - 勝木貞夫 - 加藤芳郎 - 金親堅太郎 | - 上村一夫 - 北山竜 - 工藤恒美 - 久里洋二 （クリ・ヨウジ） - クロイワ・カズ - 黒澤はじめ - 小泉貞雄 - 小島功 - 小林治雄 | - 小山賢太郎 - 近藤日出造 - 佐川美代太郎 - 桜井勇 - サトウサンペイ - 佐藤六朗 - 塩田英二郎 - しとうきねお - 清水崑 - 東海林さだお |

| - 杉浦幸雄 - すずき大和 - 鈴木義司 - 砂川しげひさ - 関根義人 - 園山俊二 - 滝田ゆう - 滝谷節雄 - 多田ヒロシ - 谷内六郎 | - 種村国夫 - ちばてつや - 千葉督太郎 - 長新太 - 佃公彦 - 手塚治虫 - 利根義雄 （石川義夫） - 冨田英三 - 富永一朗 | - 永井保 - 中川かず - 中島弘二 - 永島慎二 - 永美ハルオ - 中村伊助 - 中村篤九 - 那須良輔 - 二階堂正宏 - 西川辰美 | - 西村宗 - 服部みちを - 畑田国男 - 馬場のぼる - 浜田貫太郎 - はらたいら - 茨田茂平 - 針すなお - ヒサクニヒコ - 東君平 | - 福田繁雄 - 福地泡介 - 藤子不二雄 （藤子不二雄Ⓐ、 藤子・F・不二雄） - 古川タク - 前川かずお - 真壁ゆきお - 牧野圭一 - 益子善六 （益子しでを） |

| - 松下井知夫 - 松本覚 - 松本零士 - 水野良太郎 - 南義郎 - 御法川富夫 - 村山しげる - 森吉正照 - 矢尾板賢吉 - 矢崎茂四 | - 矢崎武子 （加藤たけ子） - 八島一夫 - 安本亮一 - 柳原良平 - やなせたかし - 矢野徳 - 山口太一 - 山下紀一郎 - 横井福次郎 | - 横山泰三 - 横山隆一 - 吉田貫三郎 - 吉田幸夫 - 和田義三 |

### 1982年以前の退団者
| - 井原一郎 - 大羽比羅夫 - 風間新人 - 片岡敏夫 - 岸丈夫 - 北村一王 - 栗田次郎 - 境田昭造 - 佐宗美邦 - 島崎翁助 | - 田内正男 - 武田弥太郎 - 広瀬カニ平 - 増田正二 - 六浦光雄 - 吉本三平 |

## 関連書籍
- 漫画集団（編）『漫画集団漫画集』 グラフィック社、1972年
- 漫画集団（編・著）『漫画昭和史 漫画集団の50年』 河出書房新社、1982年